# Lindo Pero Bruto
"Lindo Pero Bruto" é uma música da cantora mexicana Thalía e da argentina Lali, para o décimo quarto álbum de estúdio de Thalía, Valiente (2018). Escrito e produzido por Andrés Castro, Edgar Barrera , DalePlay, Oscarcito e Patrick Romantik, foi lançado pela Sony Music Latin como o quarto single do álbum em 25 de janeiro de 2019.

## Antecedentes
Os rumores de uma colaboração entre as duas cantoras começaram em março de 2018, enquanto Lali estava promovendo seu single "100 Grados" no México. Lá, ela postou um vídeo em seu Stories no Instagram, no qual reconheceu Thalía, dizendo: "Esta história é particularmente para Thalía, que me seguiu há algum tempo e me deixou tão animada. Então, enquanto estou no México, quero enviar você um enorme beijo e lhe dizer que você é a melhor". Em outubro de 2018, anterior ao lançamento do Valiente, a música vazou, o que fez Lali confirmar os rumores, dizendo: "Depois do que aconteceu, posso confirmar que estou cantando uma música com Thalía!", acrescentando que "[é] a maior honra do mundo e eu só estou lhe dizendo uma coisa: #LPB, Lindo Pero Bruto. Um sucesso mundial com a rainha Thalía está chegando!". Thalía admitiu que enquanto estava conversando no Instagram, ela encontrou uma foto de Lali no México e enviou uma mensagem direta, dizendo: "Vamos fazer um sucesso mundial!".
"Lindo Pero Bruto" é uma música dedicada aos homens que falam, mas não cumprem, não oferecem muito, ou só servem para uma coisa. A música foi descrita como "o encontro do reggaeton e música pop, muito pronta para dançar e certamente algo que as rádios e clubes latinos amarão igualmente tocar". Jeff Benjamin, da revista Forbes, descreveu a música como "um palpite de reggaeton divertido e poderoso".

## Vídeo musical
Dirigido por Daniel Duran, o videoclipe estreou oficialmente no programa de televisão americano ¡Despierta América! na manhã de 29 de janeiro de 2019. No videoclipe "de cor doce" de "Lindo Pero Bruto", as duas cantoras dão vida a um mundo inspirado na Barbie, cheio de cores neon, doces e bonecas. Thalía e Lali interpretam duas pensadoras que estão em um laboratório criando uma máquina futurista para construir um protótipo masculino - em outras palavras, o homem perfeito. No entanto, eles são os que se tornam bonecas. Descrito como "colorido, alegre e divertido", o videoclipe foi inspirado no filme Weird Science de 1985.
Thalía e Lali comemoraram o sucesso do videoclipe no YouTube através de uma transmissão ao vivo no Facebook, que estreou no n. 2 na edição de janeiro do Billboard Top Facebook Live Videos Chart, com 368 mil visualizações. Foi também a transmissão ao vivo mais comentada do mês, com 14 mil comentários.

### Plano de fundo
A gravação durou cerca de 15 horas e aconteceu na cidade de Nova York. Segundo as cantoras, estava frio na cidade e Lali teve que filmar com shorts e camiseta. Em uma entrevista à revista Forbes, Thalía disse: "Eu tive [a ideia] por um longo tempo e sempre quis fazer um vídeo inspirado no filme dos anos 80, Weird Science, e sempre quis criar minha própria boneca e traze-la para uma fantástica terra de doces do mundo dos plásticos-rosa-neon-azul-azul. Quando ouvi essa música, pensei "boom!", a ideia por tantos anos chegou! E eu perguntei a Lali, ela disse que adorava, e que completou o círculo. o vídeo da música tem cerca de 60 milhões visualizações no YouTube e 20 milhões de reproduções no Spotify

## Apresentações ao vivo
Thalía e Lali performaram a música juntos pela primeira vez na 31ª edição do Premio Lo Nuestro, onde Natti Natasha se juntou a eles para performar "No me acuerdo". Alejandra Torres da revista Hola! descreveu a performance como "explosiva" como um dos momentos mais memoráveis da noite.

## Controvérsia
Como o título sugere ("bonito, mais burro"), as letras feministas da música desafiam a cultura machismo que ainda prospera em muitos países, causando um pouco de controvérsia nesses lugares. Algumas pessoas interpretaram o single como contendo uma mensagem anti-masculina. No entanto, Thalía admitiu que é realmente uma música sobre empoderar quem a ouve – especialmente mulheres. Em entrevista ao ¡Despierta America!, quando perguntada sobre o que aconteceria se um homem dissesse a uma mulher que ela era "fofa, mas burra", a cantora mexicana respondeu: "Quantos séculos, quantos anos se passaram para que uma música como essa existisse. mulheres, viveram tantas décadas nas quais os papéis foram completamente opostos, e agora é o momento em que as coisas são ditas como são, não há filtro. Eu acho que as mulheres hoje, estamos mais unidas, mais sólidas do que nunca em todos os aspectos: político, artístico, religioso, social. E acho que é hora de nos divertir - de falar o que pensamos".

## Desempenho nas paradas musicais

### Gráficos semanais
| Tabela musical (2019)                        | Maior posição |
| -------------------------------------------- | ------------- |
| Argentina (Argentina Hot 100)                | 21            |
| Argentina (Monitor Latino)                   | 11            |
| Bolívia (Monitor Latino)                     | 10            |
| Equador (National-Report)                    | 64            |
| El Salvador (Monitor Latino)                 | 13            |
| Estados Unidos (Billboard Latin Pop Airplay) | 32            |
| Honduras (Monitor Latino)                    | 5             |
| México (Billboard Mexican Espanol Airplay)   | 14            |
| México (Monitor Latino)                      | 15            |
| Porto Rico (Monitor Latino)                  | 16            |
| Venezuela (Monitor Latino)                   | 18            |

## Vendas e certificações
| Região                                                        | Certificação | Vendas  |
| ------------------------------------------------------------- | ------------ | ------- |
| Estados Unidos (RIAA)                                         | Ouro         | 30,000‡ |
| ‡vendas+valores de streaming baseados somente na certificação |              |         |